# Турн-и-Таксис, Елизавета
Елизавета Мария Максимилиана Турн-и-Таксис (нем. Elisabeth Maria Maximiliana von Thurn und Taxis; 28 мая 1860, Дрезден, Германский союз — 7 февраля 1881, Шопрон) — принцесса из дома Турн-и-Таксис, дочь наследного принца Максимилиана Антона Турн-и-Таксиса и Елены Баварской, в браке герцогиня Браганса, супруга герцога Мигеля — претендента на престол Португалии.

## Биография
Елизавета появилась на свет 28 мая 1860 в Дрездене. Её родителями были принц Максимилиан Антон Турн-и-Таксис и принцесса Елена Баварская. Девочка родилась через год после старшей сестры Луизы. Вскоре в семье появились братья, принцы Максимилиан и Альберт. Отец умер, когда Елизавете было семь лет. Мать до совершеннолетия старшего сына стала фактической главой династии Турн-и-Таксис.

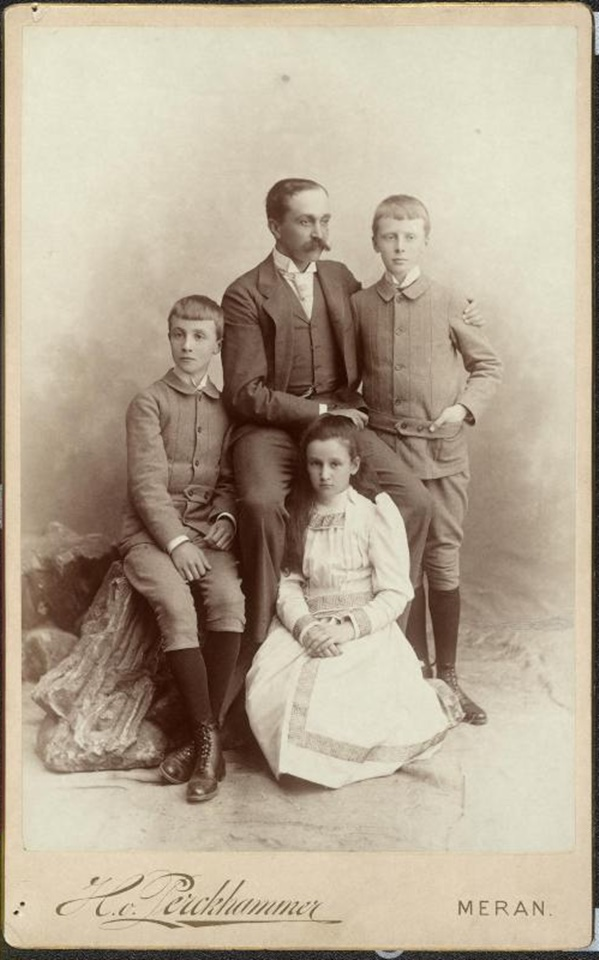
Муж вместе с детьми

В возрасте 17 лет Елизавета вышла замуж за 24-летнего герцога Мигеля Браганса, сына свергнутого короля Мигеля I от брака с Аделаидой Лёвенштейн-Вертгейм-Розенбергской. Свадьба состоялась 17 октября 1877 в Регенсбурге, Бавария. Поселились супруги в Нижней Австрии. У них родилось трое детей:
- Мигел (1878—1923) — герцог Визеу, был женат на Аните Стюарт, имел троих детей;
- Франсишку Жозе[англ.] (1879—1919) — австрийский воин, был вовлечен в ряд гомосексуальных скандалов, женат не был, детей не имел, умер в плену во время Первой мировой от сердечной недостаточности;
- Мария Тереза (1881—1945) — вышла замуж за принца Карла Людвига Турн-и-Таксис, имела единственного сына.

После рождения первенца здоровье Елизаветы начало ухудшаться. Вскоре после рождения дочери она умерла. Её мать, Елена Баварская, после этого стала все больше отдаляться от общественной жизни. Через двенадцать лет после её смерти Мигель женился вторично на принцессе Марии Терезе Лёвенштейн-Вертгейм-Розенбергской, родственнице его матери, которая родила ему ещё восемь детей.

## Титулы
- 28 мая 1860 — 17 октября 1877: Её Светлость Принцесса Турн-и-Таксис
- 17 октября 1877 — 7 февраля 1881: Её Королевское Высочество герцогиня Браганса